# Sint-Marcuskerk (Zagreb)
De Sint-Marcuskerk (Kroatisch: Crkva sv. Marka) is de parochiekerk van het oude stadscentrum van Zagreb, de hoofdstad van Kroatië. 
De oudste delen van de kerk in romaanse stijl dateren uit de 13e eeuw. Evenwel in de tweede helft van de 14e eeuw werd de kerk grondig herbouwd tot een driebeukig kerkgebouw in laat-gotische stijl. De kerk is gewijd aan de evangelist Marcus.
De kerk ligt midden op het Sint-Marcusplein. Aan het plein en dus rond de kerk ligt de Banski dvori, de zetel van de Kroatische regering, de Sabor, het parlement van Kroatië en de zetel van het Grondwettelijk Hof van Kroatië, waarmee de zetels van de trias politica aan hetzelfde plein liggen.